# خوزه ایسبرت
خوزه ایسبرت (اسپانیایی: José Isbert‎؛ ‏ ۳ مارس ۱۸۸۶ – ۲۸ نوامبر ۱۹۶۶) بازیگر اهل اسپانیا بود.
از فیلم‌ها یا برنامه‌های تلویزیونی که وی در آن نقش داشته‌است، می‌توان به خوش آمدید آقای مارشال!، جلاد، یک کوبایی در اسپانیا، میهمانی ادامه دارد و آسمان سیاه اشاره کرد.